# Issa Hayatou
Issa Hayatou (9 de agosto de 1946 – Paris, 8 de agosto de 2024) foi um atleta e dirigente esportivo camaronês. Hayatou ocupou a vaga de presidente interino da FIFA em 2015, depois de o presidente anterior, o suíço Joseph Blatter ter sido banido de todas as atividades relacionadas com o futebol devido às investigações de corrupção na entidade.
Hayatou foi presidente da Confederação Africana de Futebol (CAF) de 1988 até 2017. Em 2002 concorreu à presidência da FIFA, mas foi derrotado por Blatter. Hayatou também foi membro do Comitê Olímpico Internacional (COI).
Em novembro de 2010 a BBC reportou que Hayatou teria recebido suborno na década de 1990 na atribuição dos direitos televisivos da Copa do Mundo. O COI anunciou que vai investigá-lo. Após o caso  de corrupção da FIFA em 2015, Hayatou assumiu o comando da federação, até a eleição de Gianni Infantino no Congresso realizado em 26 de fevereiro.
Hayatou morreu em 8 de agosto de 2024, aos 77 anos, em Paris.

## Carreira administrativa
- 1973 – 1974 Coordenador-professor do Lycée Leclerc (Yaoundé)
- 1974 – 1983 Secretário-Geral da Cameroon Football Association
- 1982 – 1986 Diretor de Esportes do Ministério da Juventude e Esporte de Camarões
- 1985 – 1988 Presidente da Federação Camaronesa de Futebol
- 1986  – Membro do Comitê Executivo da Federação Camaronesa de Futebol
- 1988 – presente da Confederação Africana de Futebol
- 1990 –Membro do Comitê Executivo da Fifa
- 1992 – presente – Vice-Presidente sênior da FIFA; Presidente do Comitê Organizador dos torneios olímpicos de futebol da FIFA (até 2006); Vice-Presidente do Comitê de Segurança e Fair Play da FIFA ; membro do Comitê Organizador da Copa do Mundo
- 1997 – Membro do Comitê de Mulheres e Esporte do  COI; Chefe das delegações esportivas camaronesas em diversas ocasiões.
- 2001– Membro eleito do Comitê Olímpico Internacional durante a sessão em Moscou
- 2015–2016 – Presidente em exercício da FIFA (intenino)[7]